# Costachorema
Costachorema is een geslacht van schietmotten van de familie Hydrobiosidae.

## Soorten
- C. brachypterum AG McFarlane, 1939
- C. callistum AG McFarlane, 1939
- C. hebdomon AG McFarlane, 1981
- C. hecton AG McFarlane, 1981
- C. notopterum KAJ Wise, 1972
- C. peninsulae JB Ward, 1995
- C. psaropterum AG McFarlane, 1939
- C. xanthopterum AG McFarlane, 1939